# Henry Stanbery

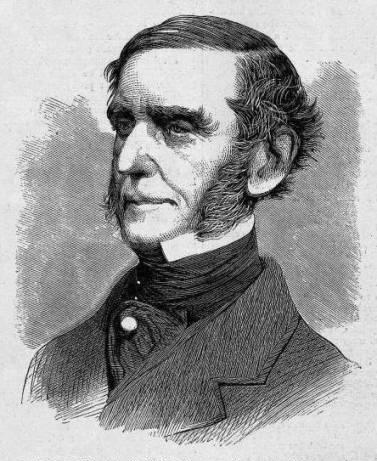
Henry Stanbery

Henry Stanbery, auch Henry Stanberry (* 20. Februar 1803 in New York City; † 26. Juni 1881 ebenda) war ein US-amerikanischer Jurist, Politiker und Justizminister (Attorney General).

## Studium und berufliche Laufbahn
Im Alter von elf Jahren verzog er mit seinen Eltern nach Ohio. Nach einem allgemein bildenden Studium am Washington College bei Pittsburgh, das der Sohn eines Arztes bereits mit 16 Jahren 1819 mit einem Bachelor of Arts (B.A.) abschloss, studierte er die Rechtswissenschaften. Mit Erreichen der Altersgrenze wurde er 1824 zunächst in Ohio und 1832 auch am United States Supreme Court zum Rechtsanwalt zugelassen.
Als Rechtsanwalt trat er für mehr als 20 Jahre in die Kanzlei des späteren Finanz- und Innenministers Thomas Ewing in Lancaster ein. 1853 ließ er sich als Rechtsanwalt in Cincinnati nieder.

## Justizminister unter Präsident Johnson
1846 wählte ihn die Generalversammlung von Ohio zum ersten Attorney General des Bundesstaates. Dieses Amt übte er bis 1851 aus. Anschließend war er zwei Jahre Mitglied der Verfassungsgebenden Versammlung von Ohio.
Der Versuch von Präsident Andrew Johnson, ihn zum Chief Justice of the United States zu berufen, scheiterte am Widerstand des US-Senats wegen seiner nachsichtigen Haltung zur Neugliederung der Vereinigten Staaten nach dem Sezessionskrieg, der so genannten Reconstruction.
Am 23. Juli 1866 berief ihn Präsident Johnson stattdessen als Justizminister (Attorney General) in sein Kabinett. Dieses Amt legte er am 12. März vorübergehend nieder, um den Präsidenten in dem gegen ihn eingeleiteten Amtsenthebungsverfahren (Impeachment) zu verteidigen. Am Ende des Verfahrens ernannte ihn Präsident Johnson wiederum zum Justizminister. Die zeitgleich beabsichtigte Berufung Stanberys zum Richter am United States Supreme Court scheiterte allerdings an der Reduzierung der Sitze durch den Senat.
Als Justizminister war er maßgeblich am Bürgerrechtsgesetz, dem Civil Rights Act of 1866, beteiligt. Am 16. Juli 1868 wurde er als Justizminister durch William M. Evarts abgelöst, nachdem der Senat zuvor seine offizielle Wiederübernahme seines Amtes aufgrund des Rücktritts vom 12. März abgelehnt hatte.